# Nitrianska Streda
Nitrianska Streda je obec na Slovensku, v okrese Topoľčany v Nitranském kraji. Žije v ní 738 obyvatel.

## Historie

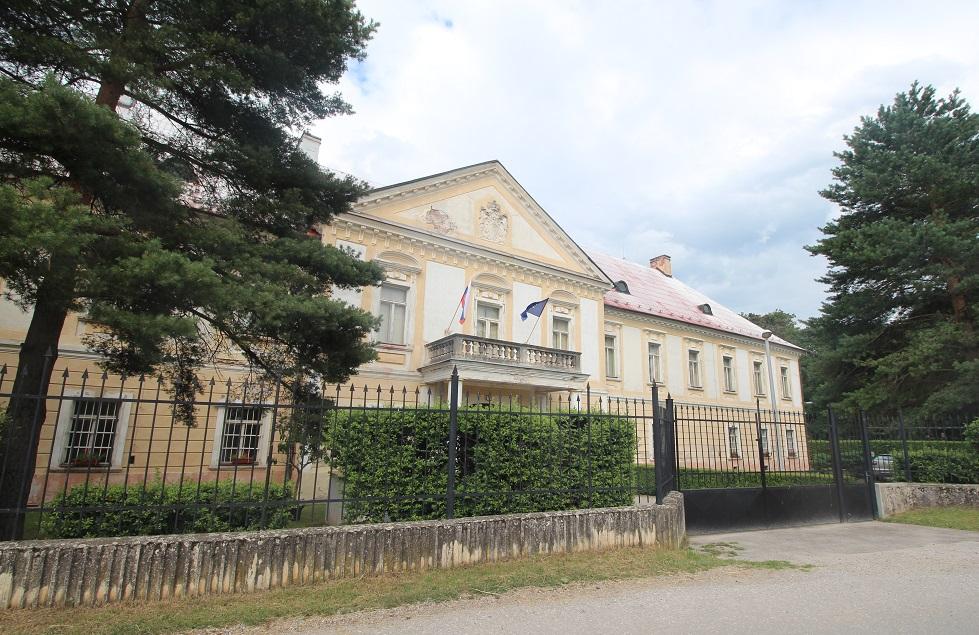
Nitrianska Streda

Podle archeologických nálezů území obce bylo osídleno v neolitu a eneolitu. Další nálezy potvrzují osídlení období Velkomoravské říše. První písemná zmínka o vsi je z roku 1278 a vesnice je v ní uvedena pod názvem Zeredahelu. Název Streda je odvozen od práva pořádání trhů ve středu. Ves byla původně královským statkem, poté patřila různým rodům, například českým Voytům a později místním Zerdahelyiům, Bossányům, Apponyiům a dalším. Ve 14. století zde byl postaven malý hrad, který byl po dobytí loupeživým baronem Podmanickým v letech 1548–1549 z nařízení uherského sněmu srovnán se zemí. V roce 1715 bylo v obci čtrnáct domácností, v roce 1787 žilo v 55 domech 575 obyvatel a v roce 1828 žilo 523 obyvatel v 75 domech. Hlavní obživou bylo zemědělství, ale také tkalcovství a krajkářství. Do roku 1918 patřila obec v Nitranské župě k Uherskému království, poté se stala součástí Československa a pak Slovenska. V letech 1976–1990 byla součástí obce sousední obec Čeľadince.

## Přírodní pměry

### Poloha
Obec leží v Podunajské nížině ve východní části Nitranské pahorkatiny na severozápadním úpatí pohoří Tribeč, na levé straně údolí řeky Nitry. Nadmořská výška území obce se pohybuje v rozmezí 158–774 metrů, střed obce je ve výšce 168 metrů. Hornatá část svahů Tribeče tvoří krystalické horniny a křemence staršího mezozoika. Jsou pokryté dubohabrovými lesními porosty s příměsí borovic a buků. Odlesněná rovinná až pahorkatinná část území je tvořena neogenními usazeninami pokrytými údolními sedimenty a spraší.
V katastrálním území obce leží národní přírodní rezervace Hrdovická.

### Sousední obce
Obec sousedí:
| Nemčice   | Topoľčany          | Solčany |
| Chrabrany |                    |         |
|           | Kovarce, Čeľadince | Velčice |

## Pamětihodnosti
V obci stojí dva kaštely: klasicistní kaštel z 19. století a renesančně-barokní kaštel z roku 1537, původně opevněný. K dalším památkám patří dva kostely: římskokatolický farní kostel sv. Filipa a Jakuba z let 1785–1790 a evangelický kostel z roku 1748, který byl postaven na místě středověkého vodního hrádku.

## Osobnosti
- Ladislav Čepčianský (1931–2021), rychlostní kanoista, olympionik